# 第二維利內
48°50′51″N 36°34′56″E / 48.84750°N 36.58222°E
第二維利內（烏克蘭語：Вільне Друге）是位於烏克蘭東部的村莊，由哈爾科夫州洛佐瓦區的布利茲紐基市鎮負責管轄。該村始建於1934年，面積0.48平方公里，海拔高度174米，2001年人口102，人口密度每平方公里212.5人。